# Pecka
Pecka település Csehországban, a Jičíni járásban. Pecka Vřesník, Borek, Vidochov, Lázně Bělohrad, Nová Paka, Borovnice, Borovnička és Horní Brusnice településekkel határos. Lakosainak száma 1335 fő (2024. január 1.).

## Népesség
A település lakosságának változását az alábbi diagram mutatja:
| Lakosok száma | 3511 | 3090 | 2763 | 1882 | 1485 | 1283 | 1286 | 1270 | 1292 | 1335 |
|               | 1869 | 1890 | 1921 | 1950 | 1980 | 2001 | 2017 | 2019 | 2022 | 2024 |